# نظرية المقايضة

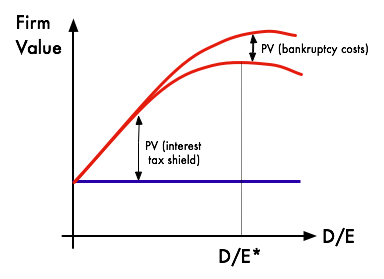

نظرية المقايضة (بالإنجليزية: Trade off theory)‏؛ تعد من النظريات التي تخص هيكل رأس المال في الشركات حيث تسعى الشركات إلى الوصول إلى هيكل رأس مال امثل أو اقرب إلى الامثل وذلك من خلال تحديد مصادر تمويل ملائمة وأقل تكلفة.
تنص النظرية على ان الاعتماد على الاستدانة من اجل تمويل أعمال الشركة من الممكن ان يوفر وفر في التكاليف وذلك من خلال الاستفادة من ما يسمى الدروع الضريبية (بالإنجليزية: Tax shield)‏ حيث ان الفوائد التي تدفع على الاموال المقترضة تخفض من رقم الربح الخاضع للضرائب ولكن بحدود معينة حيث ان الاقتراض الي يفوق قدرة الشركة على الوفاء به من الممكن ان يؤدي إلى مخاطر الإفلاس وعدم قدرة الشركة بالوفاء بالالتزامات المترتبة عليها تجاه الغير.